# Mount & Blade II: Bannerlord
Mount & Blade II: Bannerlord je srednjevekovna akciona igrica uloge, koju je razvila kompanija Tejlvorlds. Igra je objavljena 2012. godine, a projekat za igricu je započet na leto 2011. To je prednastavak za igricu iz 2010. Mount & Blade: Warband.

## Strane

### Igra
Radnja igrice se odvija 210 godina pre Mount & Blade: Warband, koji se održava tokom propadanja Kalradian carstva, i formiranje kraljevstva koje se pojavljuju u prethodnim igricama. Kalradian carstvo i njegova propast su slični padu Rimskog carstva i formiranju ranih bliskoistočnih, severnoafričkih i evropskih kraljevstava. Oklop, oružje i arhitektura vuče inspiraciju od 600. do 1100. godine. Osim toga, postoji mnogo različitih vazala koji služe kraljevstvu na način na koji samo oni znaju.

### Frakcije
Bannerlord će uključivati najmanje osam glavnih frakcija, od kojih će svaka biti sastavljen od klanova sa sopstvenim ciljevima, kao i manje frakcije ratnih bandi poput plaćenika. Sekcije Severne, Zapadne i Južne imperije koriste uravnoteženu tešku konjicu, kopljare i strelce. Kaladijsko carstvo je nekada bilo značajno carstvo koje se sada bori protiv trostranog građanskog rata, oni su stručnjaci u streljaštvu i teškoj konjici katafrakti. Vlandijci su feudalno carstvo specijalizovano za taktike teške konjice. Sturgovci severnih šuma jesu opremljena pešadija, specijalisti sa sekirom i mačem. Aserai iz južne pustinje su obučeni za obe taktike, konjice i pešadije. Khuzait iz istočnih stepa specijalizovani su za postavljanje konjice. Batanijci centralnih šuma specijalizovani su u zasedama sa strelcima na drveću i inspirisani su velškim, piktskim i keltskim kulturama.

## Razvoj
U septembru 2012, Tejlvorlds je najavio da je igra u razvoju i da je objavio trejler za istu.
Grafika igre je značajno poboljšana od prethodnika, Mount & Blade: Varband, koji ima bolje senčenje i više detalje modela. Animacijske karaktere kreiraju se koristeći tehnologiju za snimanje kretanja , a animacije lica će takođe biti ažurirane kako bi se poboljšalo prikazivanje emocija.
Funkcije vezane za igru se takođe nadograđuju novim interfejsom inventara i boljom veštačkom inteligencijom. Sistem opsade se takođe poboljšava na osnovu povratnih informacija igrača, uz dodatnu taktiku koja je dostupna tokom opsada. Trenutno stanje igre i razne funkcije prikazane su na sajmu Gamescom 2015.
U martu 2016., oko 40 minuta igranja prikazano je na događaju PC Gamer Veekender u Londonu.

U oktobru 2016, TaleVorlds je uradio zvaničnu Bannerlord Steam stranicu.
U junu 2017., 13 minuta igranja prikazano je na E3 2017 ekpo u Los Angelesu.

## Spoljašnji linkovi
- Званични веб-сајт